# Parc Ahuntsic
Le parc Ahuntsic est un parc public de la ville de Montréal, ville de la province de Québec, au Canada.

## Description
Il est situé dans le quartier d'Ahuntsic-Cartierville, et est délimité par le boulevard Henri-Bourassa au nord, la rue Saint-Hubert à l'est, la rue Lajeunesse à l'ouest et la rue Fleury au sud.
|  |

Le parc a une superficie de 10,5 hectares. Il abrite une fontaine, un étang, et plusieurs équipements de loisirs, dont une aire de planche à roulettes. Il abrite un stade de baseball, le stade Gary Carter.

## Transport
Il est desservi par la station de métro et le terminal Henri-Bourassa.

## Événements
Le parc accueille chaque année depuis 1997 le FestiBlues international de Montréal.

## Stade Gary-Carter
Le stade Gary-Carter est un stade de baseball situé dans l'enceinte du parc Ahuntsic. Il est le domicile des Orioles de Montréal, une équipe de la Ligue de baseball junior élite du Québec.
La Classique québécoise de baseball, match d'exhibition de la ligue Can-Am entre les deux équipes de baseball québécoise que sont les Aigles de Trois-Rivières et les Capitales de Québec, s'y déroule annuellement depuis 2013 au mois de mai.